# Čenda
Čenda byla odbojová skupina pracující proti nacistickému Německu na území Protektorátu Čechy a Morava mezi lety 1939 a 1942.
Odbojová skupina Čenda vznikla bezprostředně po německé okupaci v březnu 1939 v prostoru obce Ležáky v okrese Chrudim. Zakladatelské jádro tvořili František Vaško (nájemce lomu Hluboká), Jindřich Vaško (bratr Františka Vaška a správce téhož lomu), Karel Svoboda (strojník v témže lomu), Čeněk Bureš (majitel autodopravy), Jindřich Švanda (ležácký mlynář), Josef Šťulík (švagr Jindřicha Švandy), Miloš Stantejský (účetní lomu Černík) a Karel Kněz (strážmistr četnictva ve Vrbatově Kostelci). Název vznikl ze jména Čeňka Bureše. 
Skupina se postupně rozrostla na 25 členů a skládala se ponejvíce z pracovníků okolních lomů. Územně zasahovala do okolních obcí a navázala spojení s Ústředním vedením odboje domácího a Petičním výborem Věrni zůstaneme a spolupracovala i s okolními odbojovými skupinami. Z počátku se soustřeďovala na získávání trhavin ze zásob lomů, k čemuž přispívali i příslušníci okolních četnických stanic záměrně nedbalým vyšetřováním. Díky četníkům se k odbojářům přesunuly i desítky zbraní ze služebních skladů. Umožnili též zničení evidence zbrojních pasů a trhavin v lomech, čímž výše uvedené činnosti usnadnili. Zejména Karel Kněz se snažil rozšířit tyto praktiky na co nejvíce stanic. František Vašek zajišťoval spojení skupiny na Pardubice, potažmo na Prahu. Bohumil Laušman, člen Státní rady Československé v Londýně, poskytl díky znalostem místních poměrů adresy zdejších spolehlivých občanů, takže Čenda postupně spolupracovala s výsadky Percentage, Intransitive, Silver A a Silver B.

Na jaře 1942 podporovala radistu Silveru A Jiřího Potůčka, který z prostoru Ležáků dvakrát vysílal z vysílačky Libuše, nejprve z lomu Hluboká, kde byl konspiračně zaměstnán jako noční hlídač, a poté ze mlýna Jindřicha Švandy. Dne 16. června 1942 se na pražském gestapu přihlásil člen výsadku Out Distance Karel Čurda, který mj. prozradil i kontakty parašutistů ve východních Čechách. 21. června byl zatčen Jindřich Švanda a jeho manželka. Karel Kněz s Čeňkem Burešem ještě přemístili uschované zbraně a další materiál, Karel Kněz se poté zastřelil, čímž si vzal do hrobu kontakty na mnoho dalších lidí. Čeněk Bureš a Miloš Stantejský byli zastřeleni společně s dalšími občany Ležáků 24. června 1942 na pardubickém Zámečku, bratři Vaškové, Karel Svoboda, Jindřich Švanda s manželkou Františkou a Josef Štulík pak tamtéž 2. července 1942 společně s četnými spolupracovníky Silver A z Pardubic. Životem zaplatilo i několik jejich dalších příbuzných.

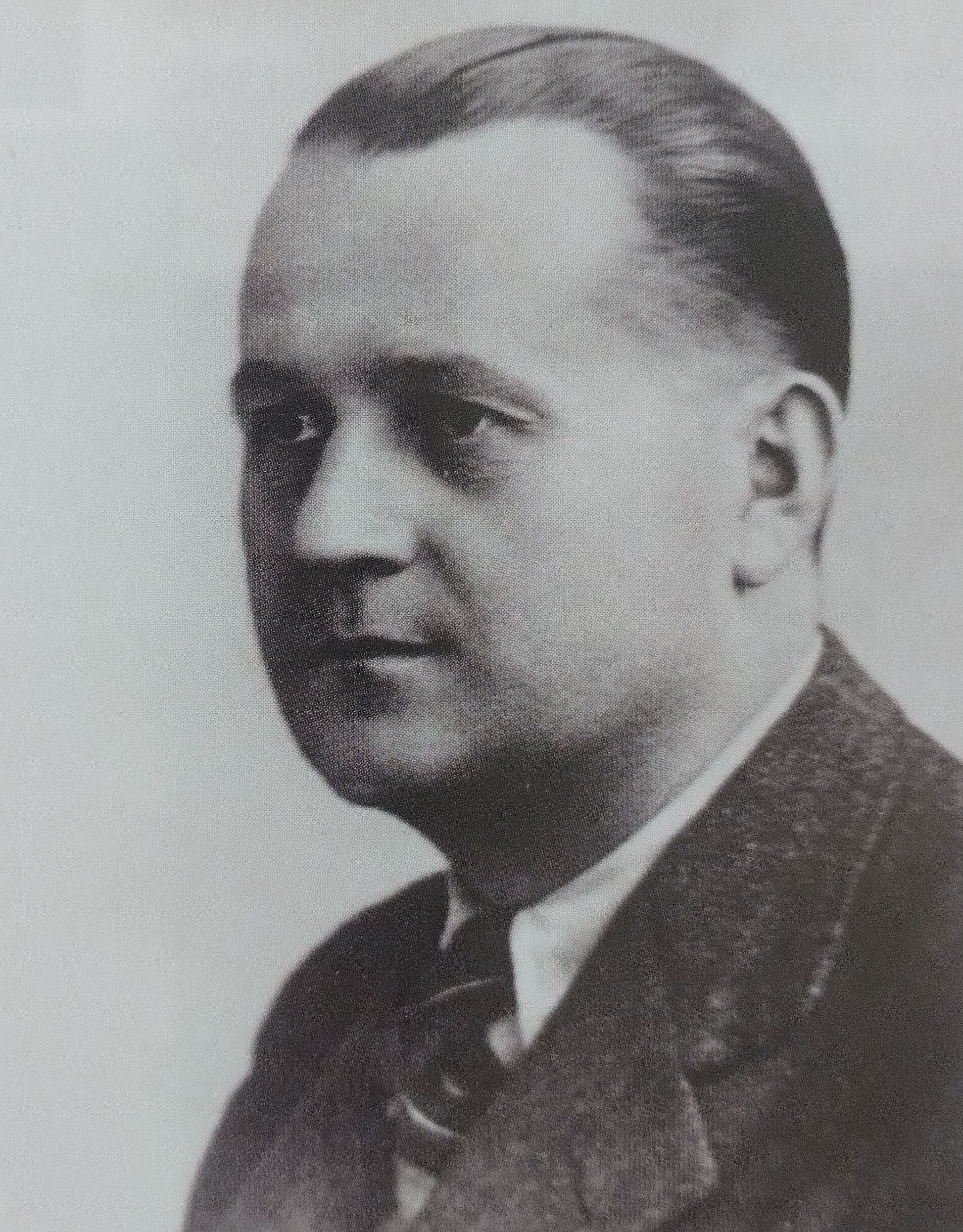
František Vaško
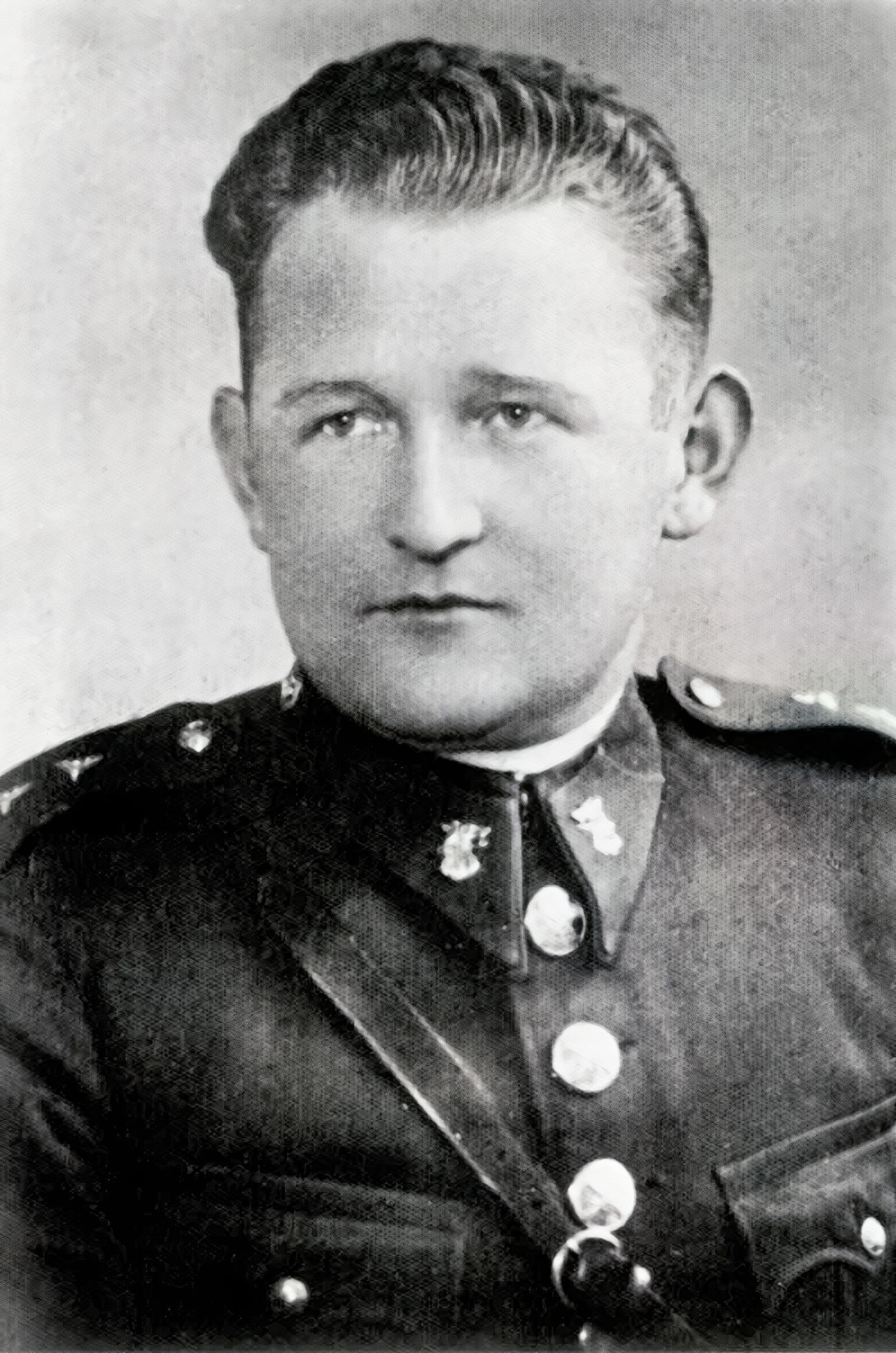
Jindřich Vaško
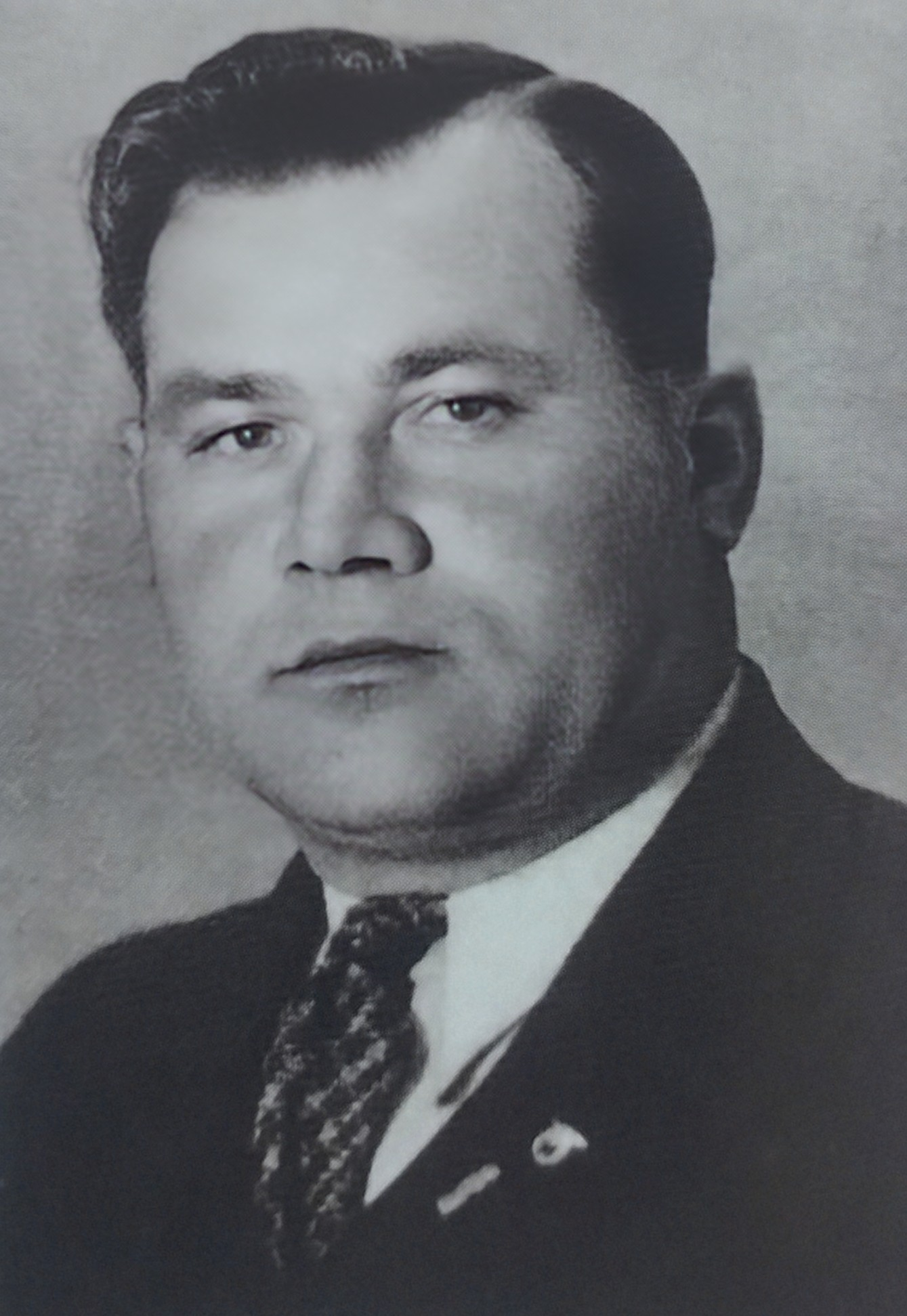
Karel Svoboda
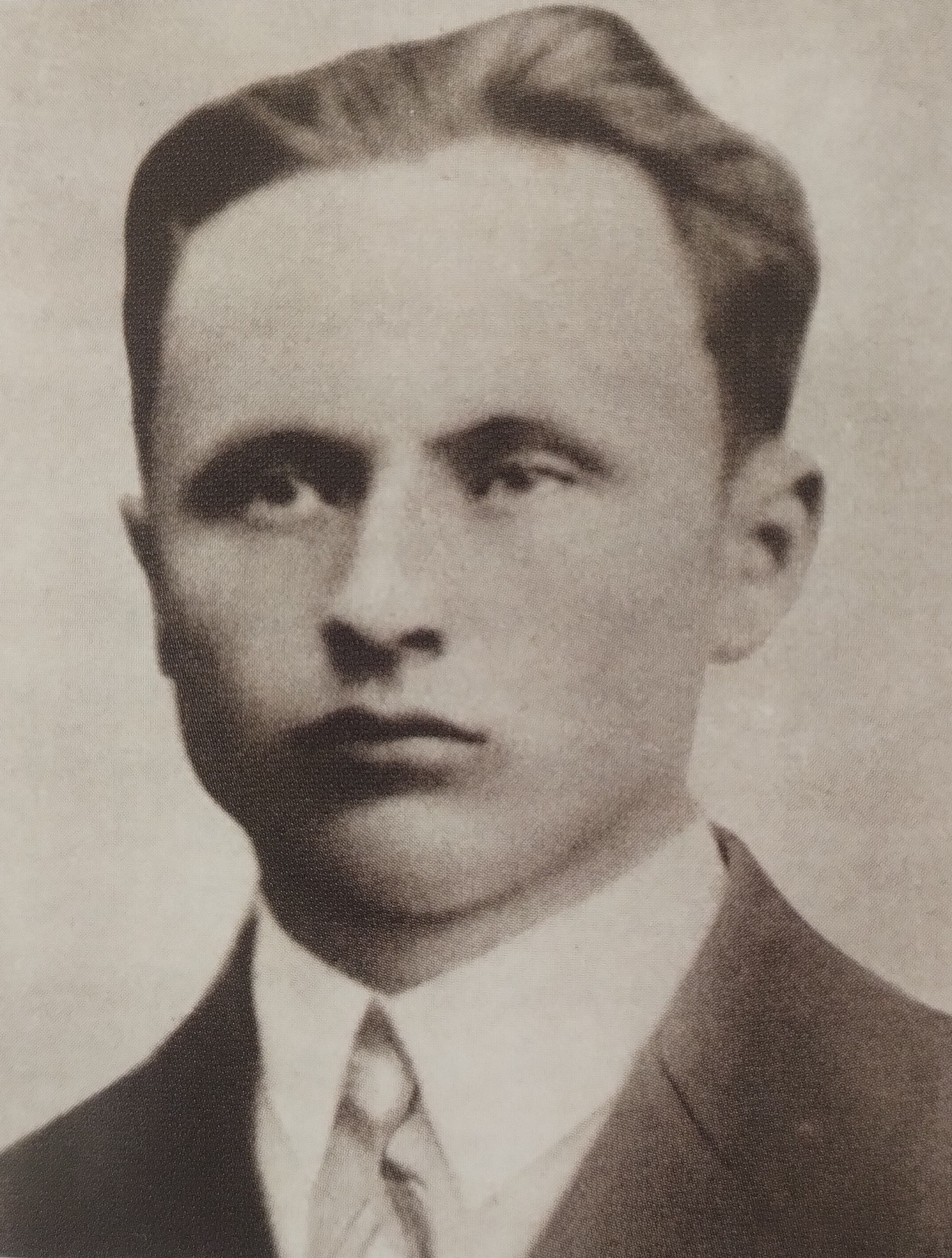
Čeněk Bureš
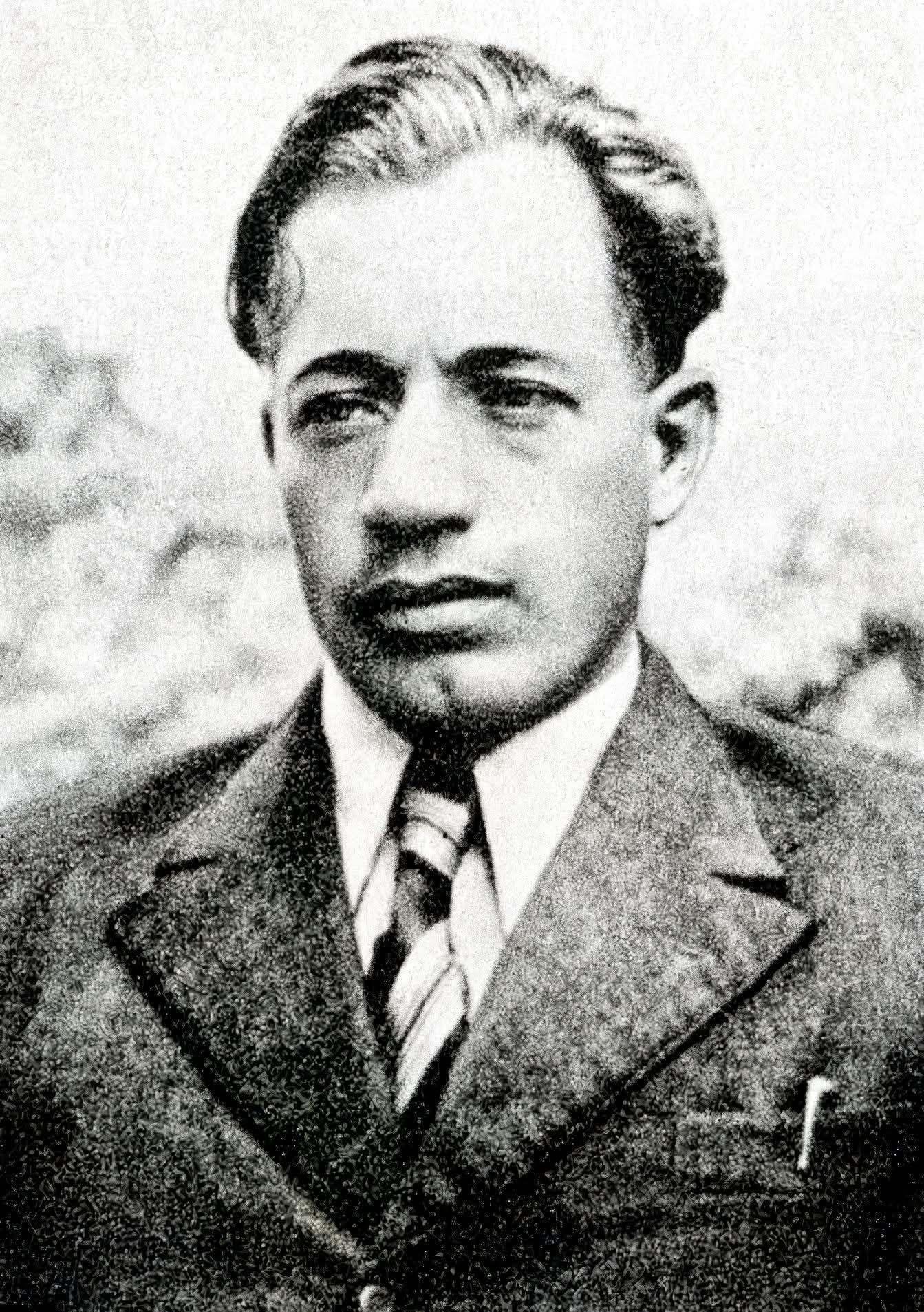
Jindřich Švanda
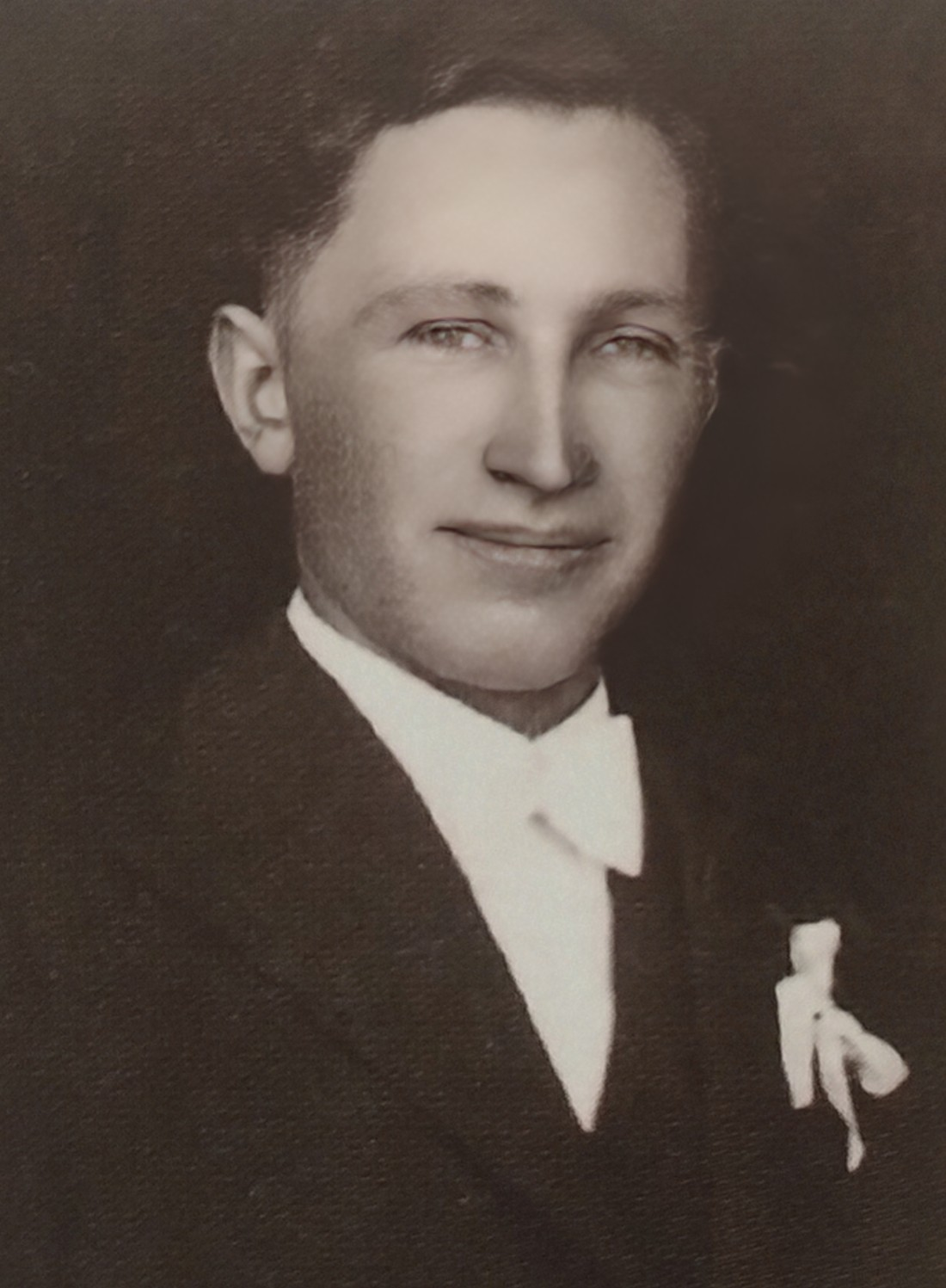
Josef Šťulík
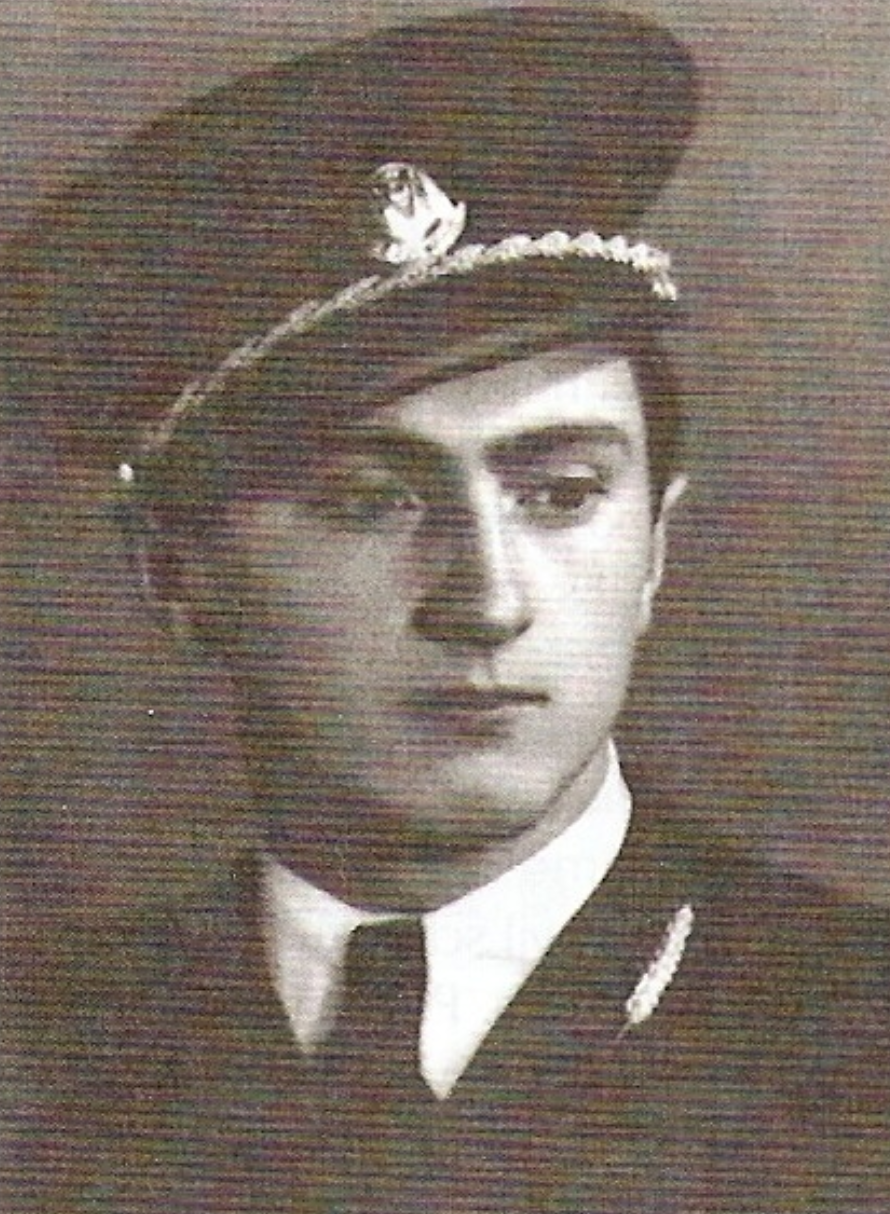
Miloš Stantejský
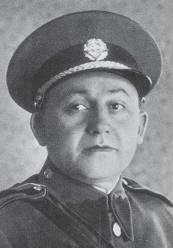
Karel Kněz